# Heiligenbeeldenmuseum (Kranenburg)
Het Heiligenbeeldenmuseum is een museum gevestigd in de Sint-Antonius van Paduakerk in Kranenburg. Het museum bezit rond de 2000 heiligenbeelden en werd in 2000 opgericht.

## Oprichting
De voormalige katholieke kerk waarin het museum gevestigd is, is een vroeg ontwerp van Pierre Cuypers. Cuypers ontwierp de kerk in het midden van de jaren 1850 en de kerk werd in 1867 gebouwd. Het was de tweede kerk die Cuypers ontwierp en de oudste, nog bestaande, kerk van de architect.
De kerk werd jarenlang voor de katholieke mis gebruikt, maar dreigde in 1999 gesloopt te worden door teruglopende bezoekersaantallen. Hierop besloot een groep vrijwilligers de kerk, die het dorpje Kranenburg sinds de oprichting domineert en het beeld van het dorp bepaalt, een nieuwe bestemming te geven. Door het heiligenbeeldenmuseum erin te vestigen kon de kerk behouden blijven. In 2008 werd het museum opgenomen in het Museumregister. Eind 2009 werd de Sint-Antonius verworven door Stichting Oude Gelderse Kerken. Dit was de eerste katholieke kerk die de stichting in beheer nam. Het Heiligenbeeldenmuseum huurt sinds die tijd het pand van de stichting.

## Collectie

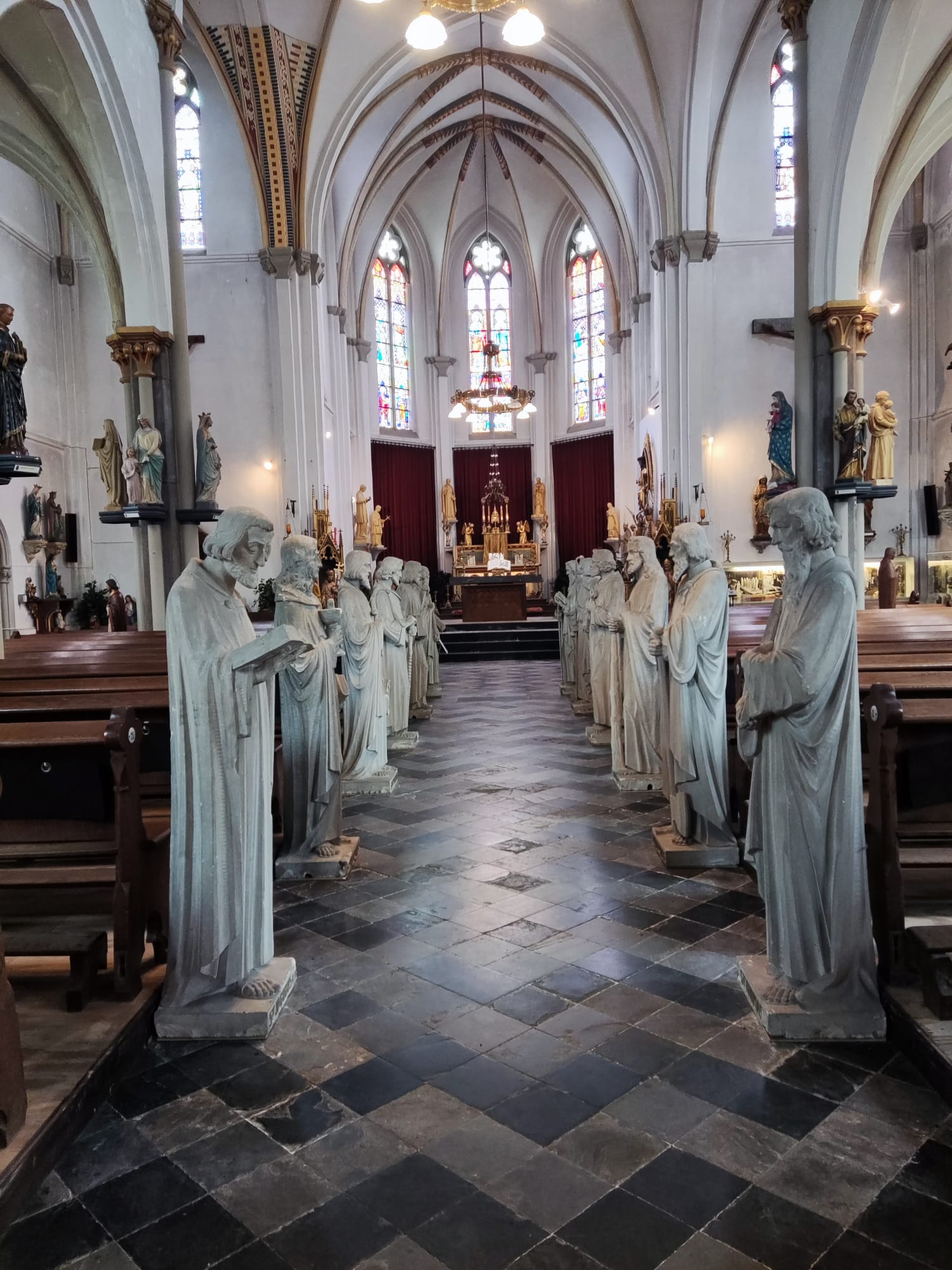
De twaalf apostelen aan weerszijden van het middenpad van het museum

Het Heiligenbeeldenmuseum bevat zo'n 2000 heiligenbeelden, van kleine beeldjes tot meer dan manshoge beelden. De collectie bestaat grotendeels uit giften van particulieren,  kloosters en kerken. Een aantal blikvangers in het museum zijn onder meer een houten Maria en beelden van de twaalf apostelen.
De Maria, een schenking van een Limburgs klooster, is geheel van hout en verbeeldt de Heilige Maagd Maria, staand op een wereldbol met daarachter een halve maan en een slang die zij onder haar voeten vertrapt. Het is het grootste beeld in het museum en het is gemaakt in Jugendstil-stijl. Aan weerszijden van het middenpad van de kerk staan twaalf beelden van de apostelen opgesteld, allen manshoog. Naast de naam op de sokkel zijn ze ook te herkennen aan de attributen die ze vasthouden. De beelden zijn een schenking van een kerk uit Tilburg.
Rond de Kerstperiode toont het museum naast de Heiligenbeelden ook een aantal Kerststallen. In 2024 had het museum daarnaast ook een tentoonstelling met werk van August Klawer.

## Galerij

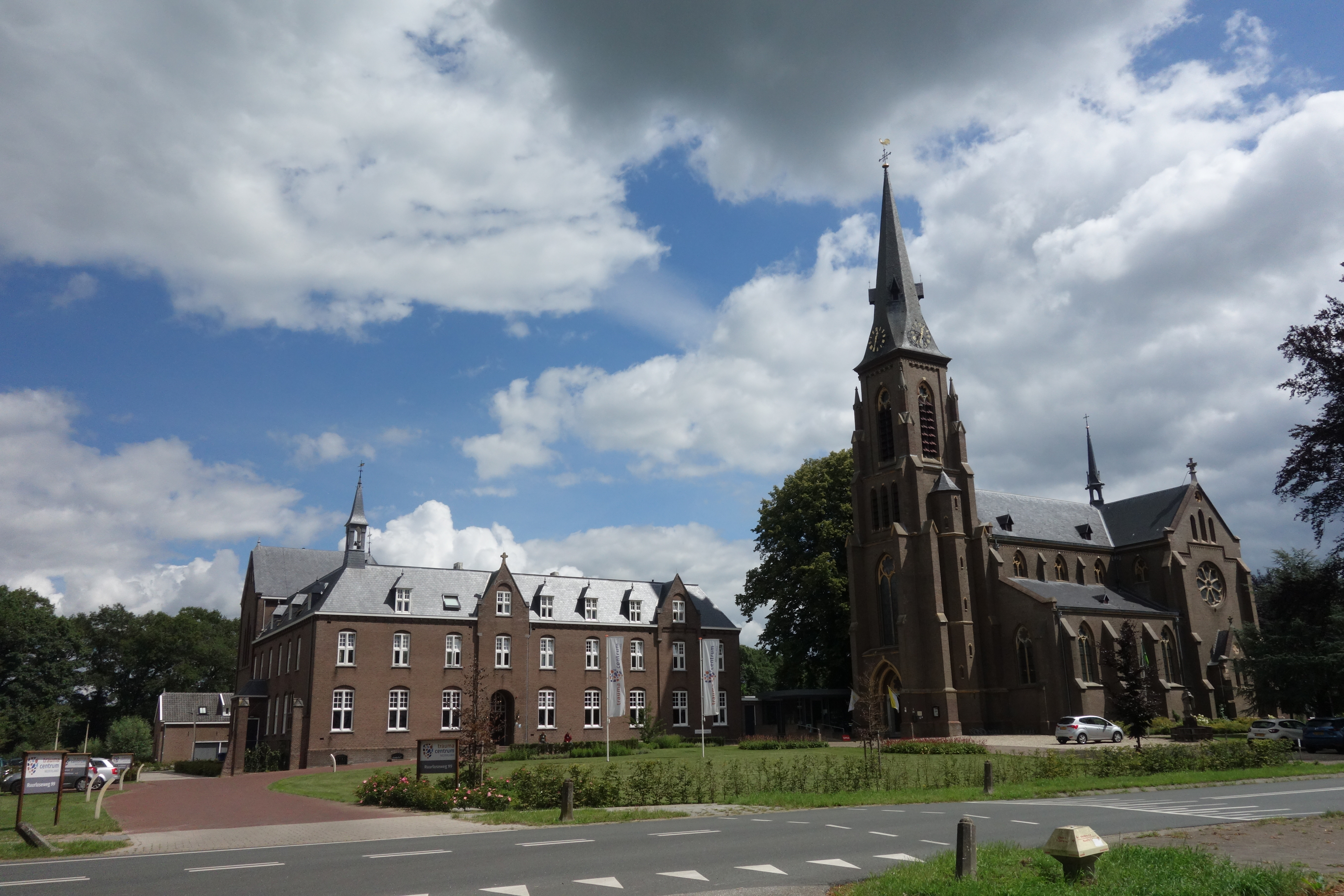
Zijnaanzicht  van de Sint-Antoniuskerk (rechts)
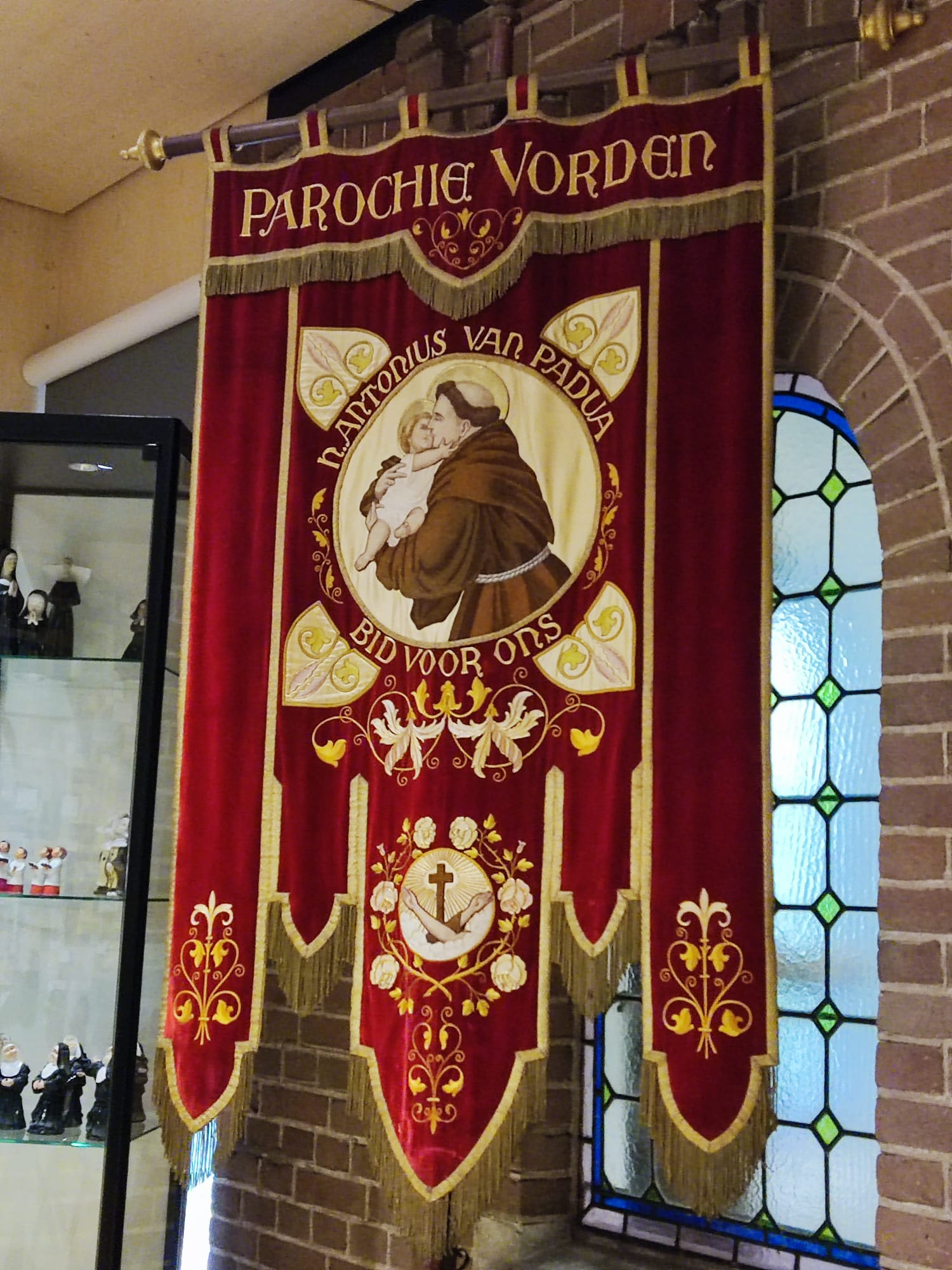
Vaandel van de voormalige parochie
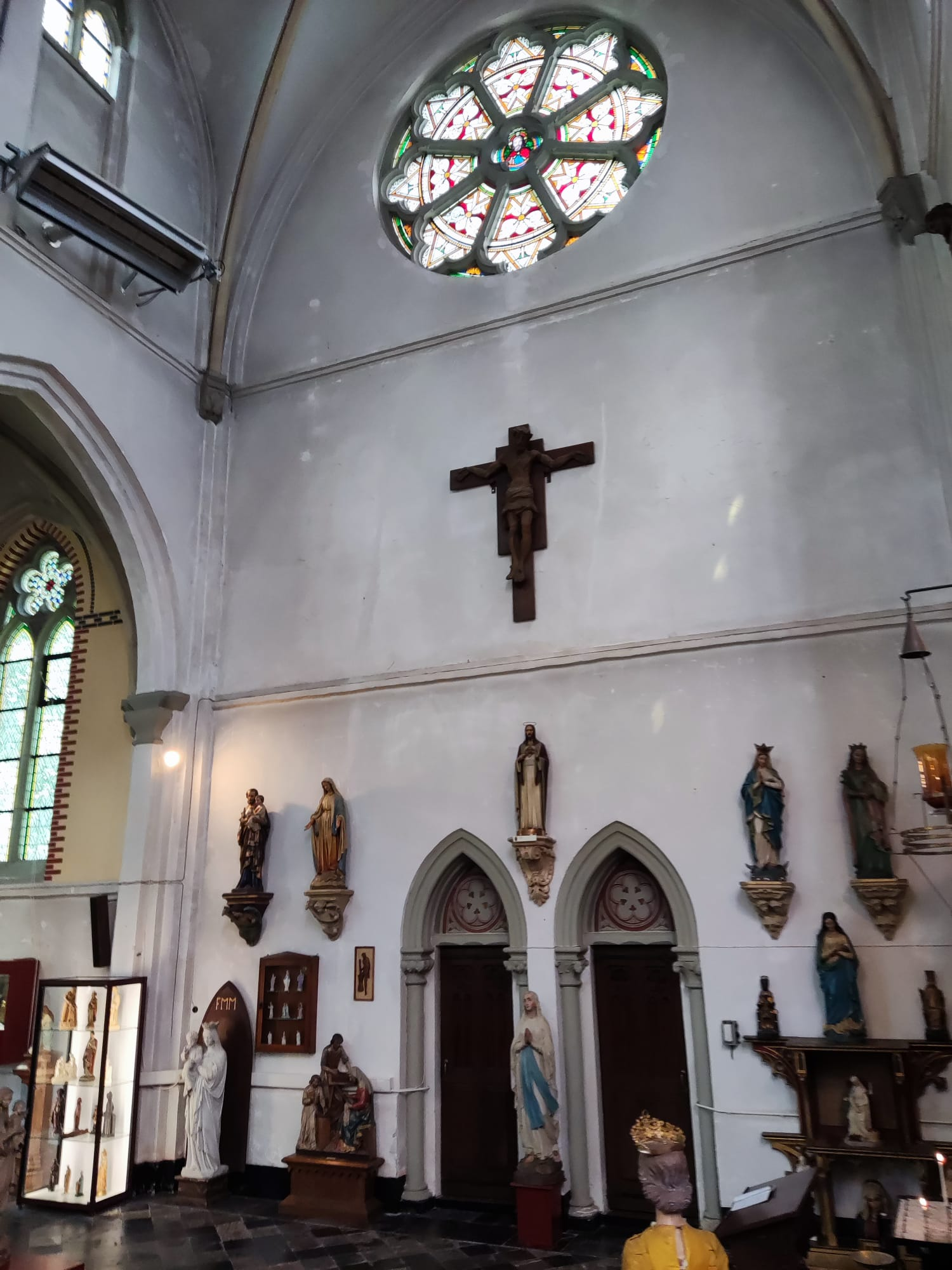
Crucifixen in het museum
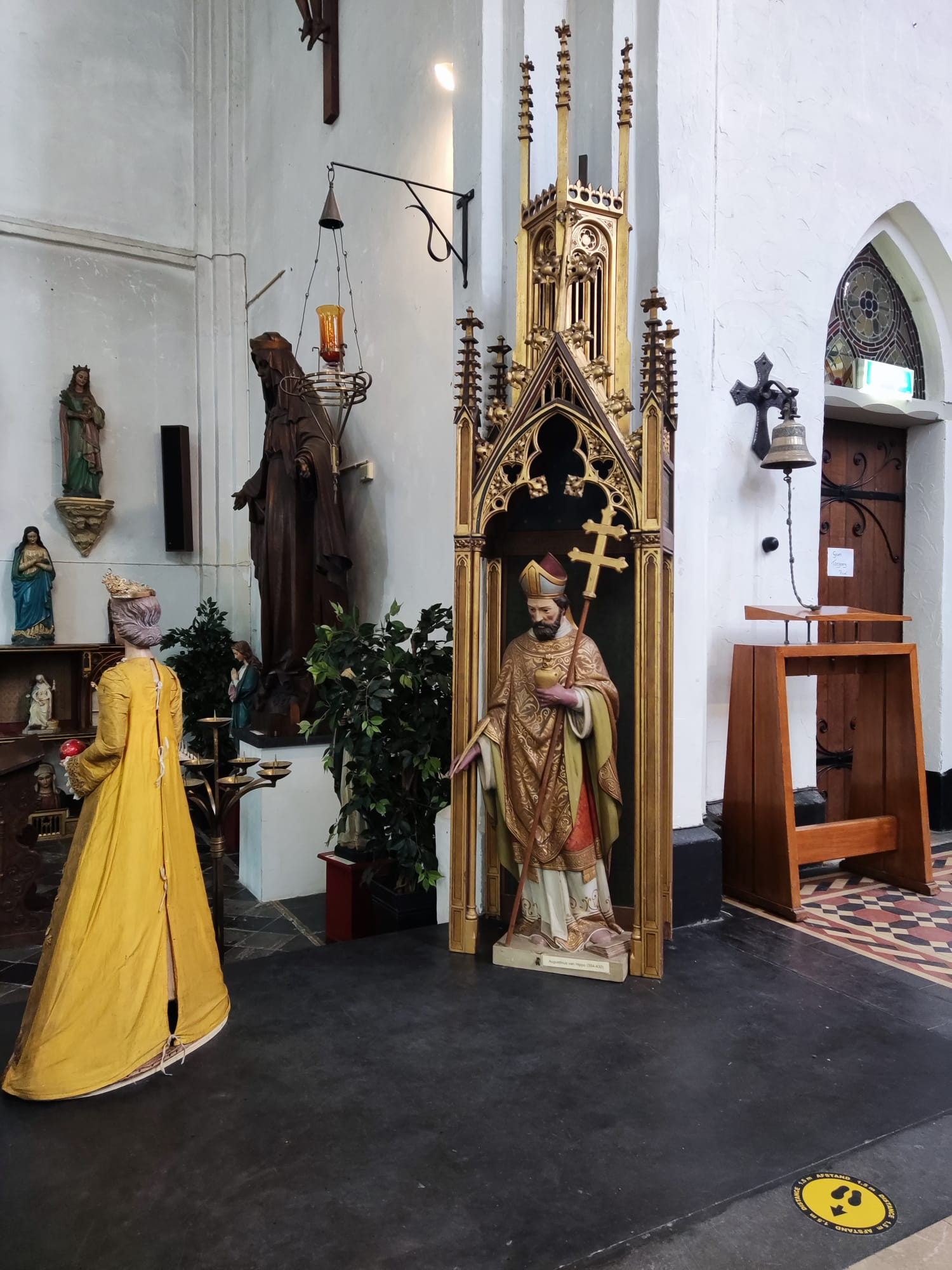
Detail heiligenbeeldenmuseum
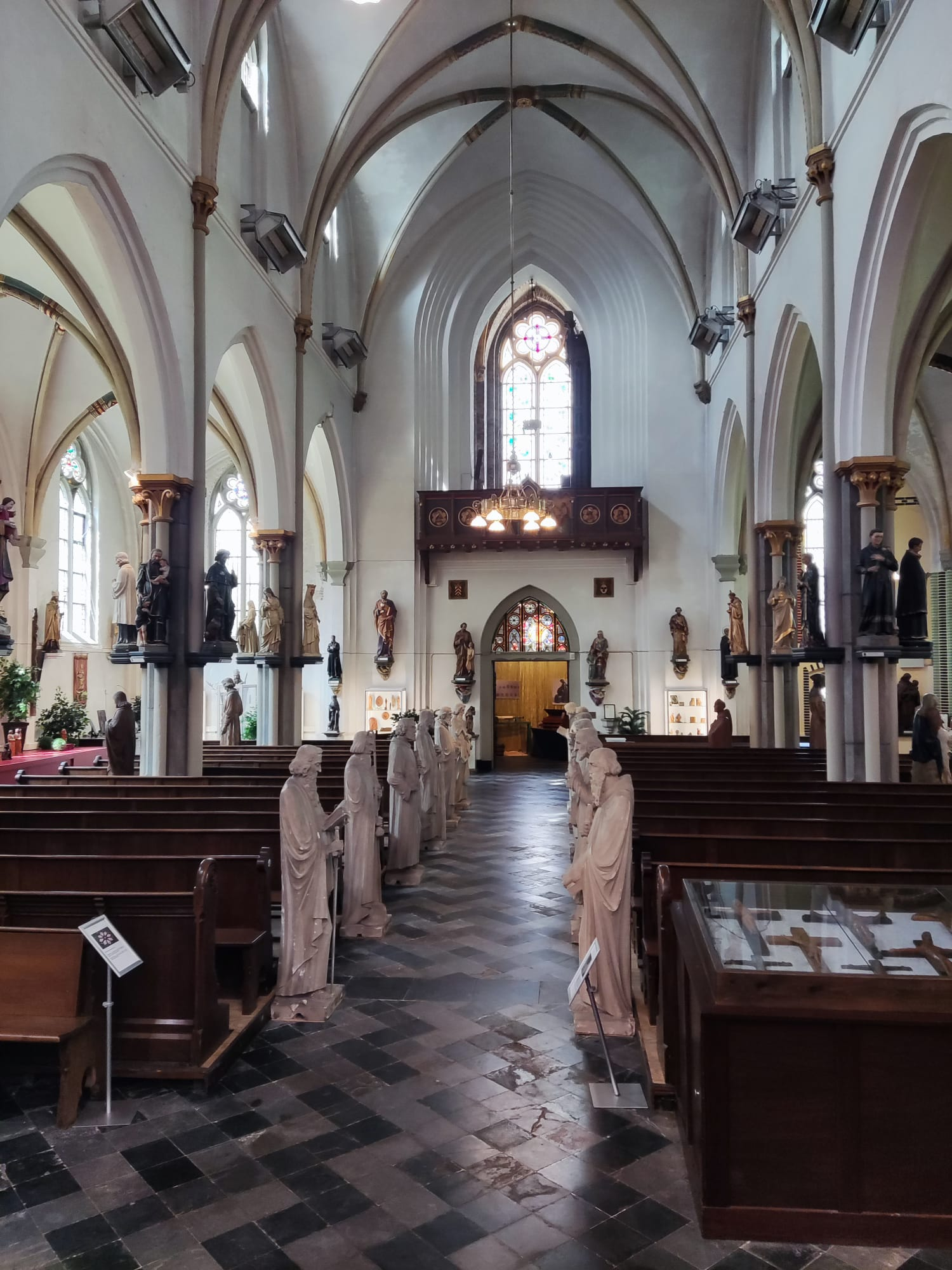
Middenpad gezien vanaf het altaar
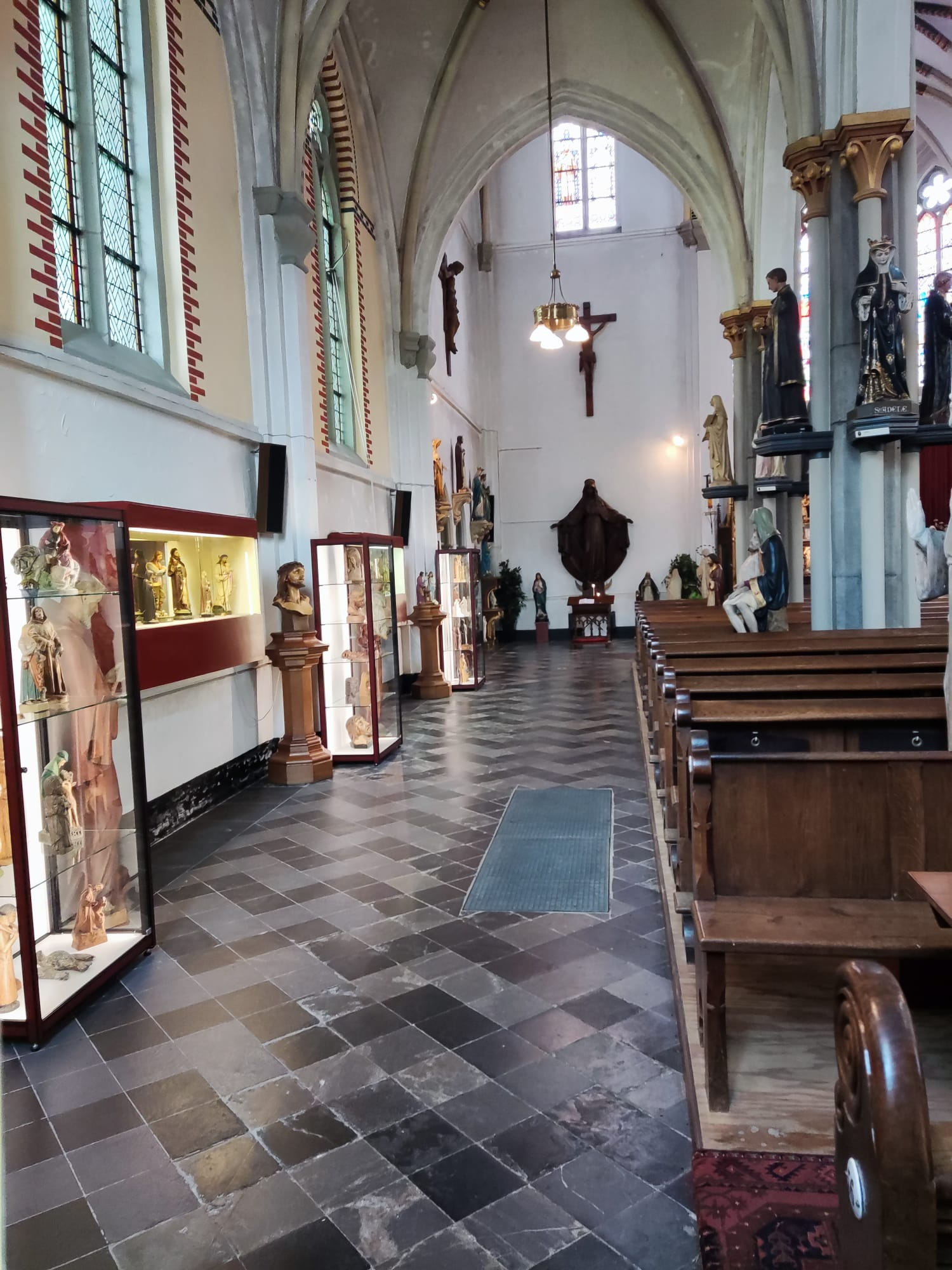
Pad in het Heiligenbeeldenmuseum met aan het eind de houten Madonna